# Ґміна Ґлінік Мар’ямпольскі
Ґміна Ґлінік Мар'ямпольскі (пол. Gmina Rzepiennik Strzyżewski) — об'єднана сільська ґміна Горлицького повіту Краківського воєводства Польської республіки в 1934—1939 рр. Центром ґміни було село Ґлінік Мар'ямпольскі.
Ґміну Ґлінік Мар'ямпольскі утворили 1 серпня 1934 р. у межах адміністративної реформи в ІІ Речі Посполитій із тогочасних сільських ґмін: Бистра, Ґлінік Мар'ямпольскі, Кобилянка, Ропіца Польска, Сокул, Стружувка, Заґужани.
Налічувались 1 854 житлові будинки.